# منطقه آمبونتی-درئیکیکیر
منطقه آمبونتی-درئیکیکیر یکی از منطقه های استان سپیک شرقی واقع در کشور پاپوآ گینه نو می باشد. مرکز این منطقه آمبونتی است. این منطقه خود از ۴ فرمانداری محلی تشکیل می گردد که هر فرمانداری به منظور سهولت در امر آمارگیری خود به چند بخش تقسیم می شود.

## تقسیمات
این منطقه دارای ۴ فرمانداری محلی است که اسامی آن ها به شرح زیر است:
- فرمانداری محلی روستایی آمبونتی
- فرمانداری محلی روستایی توناپ-محدوده هونستاین
- فرمانداری محلی روستایی گاوانگا
- فرمانداری محلی روستایی درئیکیکیر